# Psychophora immaculata
Psychophora immaculata är en fjärilsart som beskrevs av Henry Skinner 1892. Psychophora immaculata ingår i släktet Psychophora och familjen mätare. Inga underarter finns listade.